# Storenomorpha paguma
Storenomorpha paguma là một loài nhện trong họ Zodariidae.
Loài này thuộc chi Storenomorpha. Storenomorpha paguma được Cristian J. Grismado & M. J. Ramírez miêu tả năm 2004.